# YTHDF1
YTHDF1‏ (YTH N6-methyladenosine RNA binding protein 1) هوَ بروتين يُشَفر بواسطة جين YTHDF1 في الإنسان.